# تربة ليلية

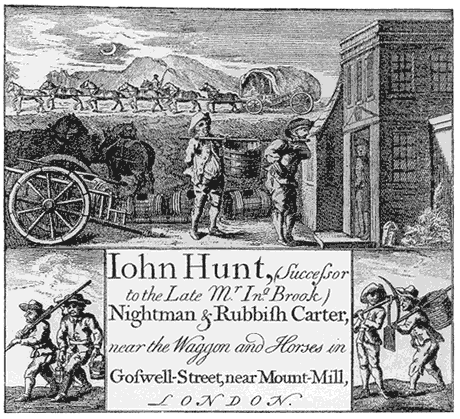
بطاقة الاستدعاء لرجل الليل في لندن من القرن الثامن عشر.

تُعد التربة الليلية تعبيرًا ملطفًا مستخدَمًا تاريخيًا للإشارة إلى الفضلات البشرية التي تجمع من البالوعات، والأحواض، وخزانات السطل، ومراحيض الحفر، والمراحيض الخاصة، وخزانات الصرف الصحي، وما إلى ذلك. تزال هذه المواد من المناطق المجاورة، عادة في الليل، من قبل العمال العاملين في هذه التجارة. في بعض الأحيان يمكن نقلها خارج المدن وبيعها كسماد.
تعريف آخر هو «نقل الفضلات غير المعالجة بدون ماء (على سبيل المثال عبر حاويات أو دلاء)». مصطلح «التربة الليلية» إلى حد كبير مصطلح قديم، ويستخدم في السياقات التاريخية. المصطلح الحديث هو «الحمأة البرازية». تمثل إدارة الحمأة البرازية تحديًا مستمرًا، لا سيما في البلدان النامية.
إنتج التربة الليلية نتيجة نظام الصرف الصحي في المناطق الخالية من أنظمة الصرف الصحي أو خزانات الصرف الصحي. في نظام إدارة النفايات هذا، يجمع البراز البشري دون تخفيفه بالماء.

## الجمع والإزالة
يسخرج البراز في وعاء مثل وعاء الحجرة، وفي بعض الأحيان يجمع في الحاوية مع البول والنفايات الأخرى («المنحدرات»، وبالتالي الانزلاق إلى الخارج). غالبًا ما كان البراز الموجود في السطل مغطى بالأرض (التربة)، والتي ربما تكون قد ساهمت في ظهور مصطلح «تربة الليل». غالبًا ما يحدث الترسب أو الإخراج داخل المنزل، كما هو الحال في متجر. قد يستمر استخدام هذا النظام في المناطق الريفية المعزولة أو في الأحياء الفقيرة الحضرية في البلدان النامية. يجمع المواد للتخزين المؤقت والتخلص منها حسب العادات المحلية.
لقد اختلف الإزالة بمرور الوقت. في المناطق الحضرية، وصل جامع التربة الليلي بانتظام، في فترات زمنية مختلفة اعتمادًا على العرض والطلب لجمع التربة الليلية. عادة ما يحدث هذا أثناء الليل، مما يعطي تربة الليل اسمها.
في المناطق الريفية المعزولة مثل المزارع، عادة ما يتخلص المنزل من التربة الليلية بأنفسهم.

## إستخدامه في الزراعة
قد تكون الفضلات البشرية جذابة كسماد بسبب ارتفاع الطلب على الأسمدة والتوافر النسبي للمادة لتكوين التربة الليلية. في المناطق التي تكون فيها التربة الأصلية ذات نوعية رديئة، قد يزن السكان المحليون مخاطر استخدام التربة الليلية.
يعد استخدام البراز البشري غير المعالج كسماد ممارسة محفوفة بالمخاطر لأنها قد تحتوي على مسببات الأمراض المسببة للأمراض. ومع ذلك، فإنه لا يزال منتشرًا في بعض الدول النامية. ترتبط عدوى الديدان الطفيلية الشائعة، مثل داء الصفر، في هذه البلدان باستخدام التربة الليلية في الزراعة، لأن بيض الديدان الطفيلية موجود في البراز وبالتالي يمكن أن ينتقل من شخص مصاب إلى شخص آخر (انتقال المرض من البراز إلى الفم).
تقيل هذه المخاطر من خلال الإدارة السليمة لحمأة البراز، على سبيل المثال عن طريق التسميد. من الممكن التقليل الآمن من الفضلات البشرية إلى سماد. تنتج بعض البلديات سمادًا من حمأة الصرف الصحي، لكنها توصي بعد ذلك باستخدامه فقط في أحواض الزهور، وليس حدائق الخضروات. يدعي البعض[من؟] أن هذا الأمر خطير أو غير مناسب بدون تكلفة إزالة المعادن الثقيلة.

## تاريخه

### أتيكا القديمة
كان استخدام مياه الصرف الصحي كسماد شائع في أتيكا القديمة. قام نظام الصرف الصحي في أثينا القديمة بجمع مياه الصرف الصحي للمدينة في خزان كبير ثم توجيهها إلى وادي نهر Cephissus لاستخدامها كسماد.

### الصين وهونغ كونغ وسنغافورة

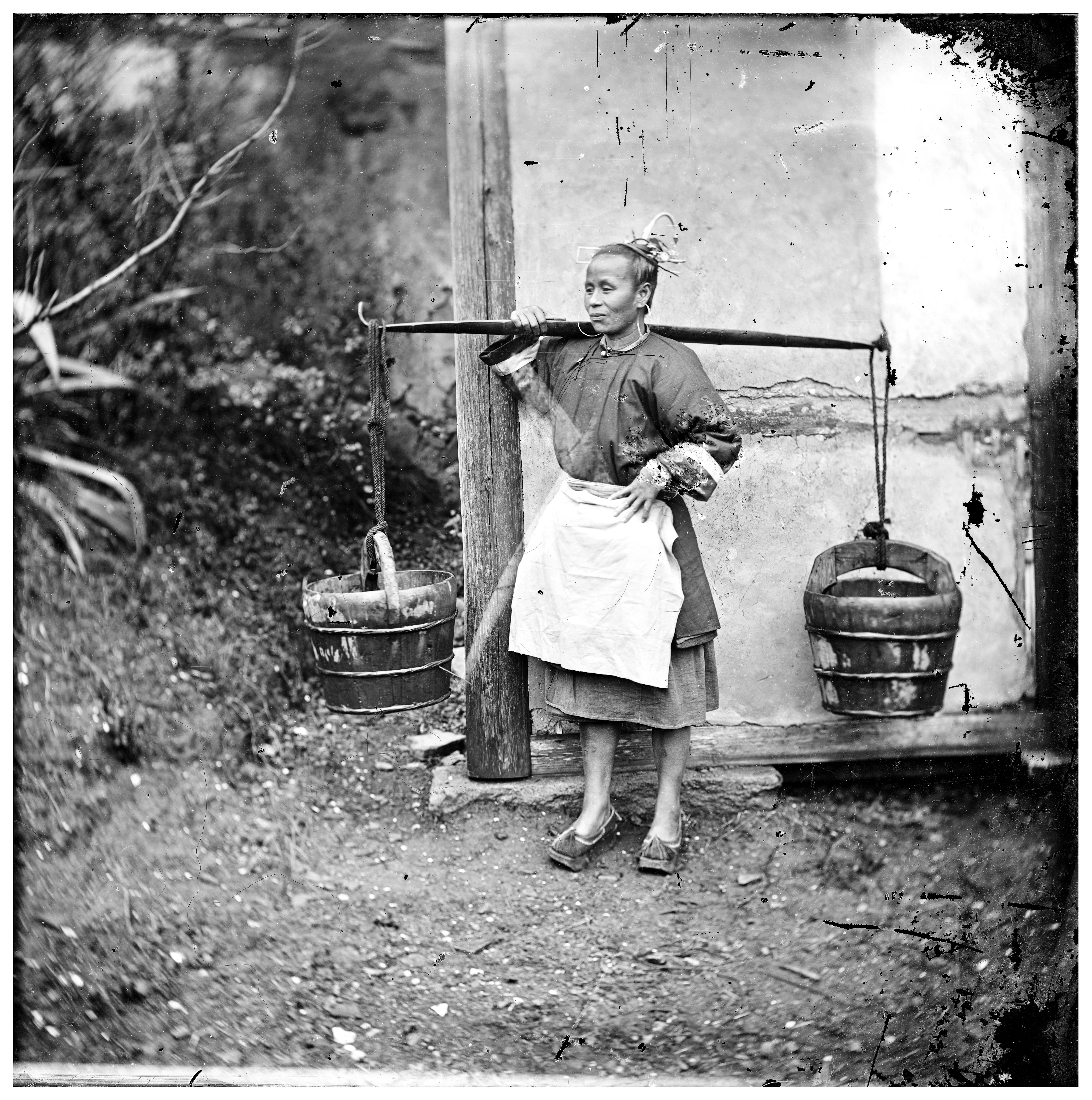
امرأة تحمل دلاء من تربة ليلية ،صورت عام ١٨٧١.

المصطلح معروف، أو حتى سيئ السمعة، بين الأجيال التي ولدت في أجزاء من الصين أو الحي الصيني (اعتمادًا على تطوير البنية التحتية) قبل عام 1960. استخدم الحي الصيني بعد الحرب العالمية الثانية، سنغافورة، قبل استقلال سنغافورة، جمع التربة الليلية كوسيلة أساسية للتخلص من النفايات، خاصة وأن الكثير من البنية التحتية قد تضرر واستغرق وقتًا طويلاً لإعادة البناء بعد معركة سنغافورة وما تلاها الاحتلال الياباني لسنغافورة. بعد تطور الاقتصاد ومستوى المعيشة بعد الاستقلال، أصبح نظام التربة الليلي في سنغافورة الآن مجرد حكاية غريبة من زمن الحكم الاستعماري عندما تطورت أنظمة جديدة.
طريقة الجمع بشكل عام يدوية للغاية وتعتمد بشكل كبير على الاتصال البشري الوثيق بالنفايات. خلال الحقبة القومية عندما حكم الكومينتانغ البر الرئيسي للصين، وكذلك الحي الصيني في سنغافورة، كان جامع التربة الليلي يصل عادةً مع دلاء عسل احتياطية وفارغة نسبيًا لاستبدال دلاء العسل الكاملة. كانت طريقة نقل دلاء العسل من المنازل الفردية إلى مراكز التجميع مشابهة جدًا لتوصيل إمدادات المياه من قبل عامل غير ماهر، باستثناء أن العنصر الذي يتم نقله لم يكن صالحًا للشرب على الإطلاق وكان يتم توصيله من المنزل، وليس إلى الأسرة. كان الجامع يعلق دلاء عسل كاملة على طرفي عمود يحمله على كتفه ثم يشرع في حمله عبر الشوارع حتى يصل إلى نقطة التجميع.
لدى الصينيين تعبير ملطف مماثل لجمع التربة الليلية،倒夜香dàoyèxiāng، والتي تعني حرفياً «إفراغ العطر الليلي».

### اليابان
كان إعادة استخدام البراز كسماد شائع في اليابان. في مدينة إيدو، يجمع تجار السماد البراز لبيعه للمزارعين. كان هذا دخلًا إضافيًا جيدًا لأصحاب الشقق. تم بيع فضلات الأثرياء بأسعار أعلى لأن نظامهم الغذائي كان أفضل؛ يفترض، بقي المزيد من العناصر الغذائية في فضلاتهم. توضح الوثائق التاريخية المختلفة التي يعود تاريخها إلى القرن التاسع إجراءات التخلص من نفايات المراحيض.
أصبح بيع منتجات النفايات البشرية كأسمدة أقل شيوعًا بعد الحرب العالمية الثانية، لأسباب صحية وبسبب انتشار الأسمدة الكيماوية، ويستخدم أقل من 1 ٪ لتخصيب التربة ليلًا.  كان وجود قوات الاحتلال الأمريكية، التي اعتُبر من خلالها استخدام الفضلات البشرية كسماد غير صحي ومشتبه به، عاملاً مساهماً أيضًا: «أدان الاحتلال هذه الممارسة وحاولوا منع مواطنيهم من تناول الطعام الخضار والفواكه من الأسواق المحلية».

### المكسيك وأمريكا الوسطى
استخدمت حضارات أمريكا الوسطى المختلفة البراز البشري لتخصيب محاصيلهم. يشتهر الأزتيك، على وجه الخصو، بشعبهم الصيني الشهي، والجزر الاصطناعية المصنوعة من الطين والنفايات البشرية المستخدمة في زراعة المحاصيل التي يمكن حصادها حتى سبع مرات في السنة. وضع البحث الحالي أصول تشينامباس في بلدة كولهواكان الأزتك في عام 1100 م  وقد شُيدت لأول مرة بسياج بمساحة تتراوح بين 30 م × 2.5 م و 91 م × 9 م، باستخدام حشائش.  ثم تمتلئ بالطين والرواسب والبراز والنباتات المتحللة. لتحقيق الاستقرار في chinampa ، غالبًا ما تُزرع الأشجار في الزوايا  كانت Chinampas شائعة جدًا قبل الغزو الإسباني ولا تزال موجودة في المكسيك اليوم.

### المملكة المتحدة

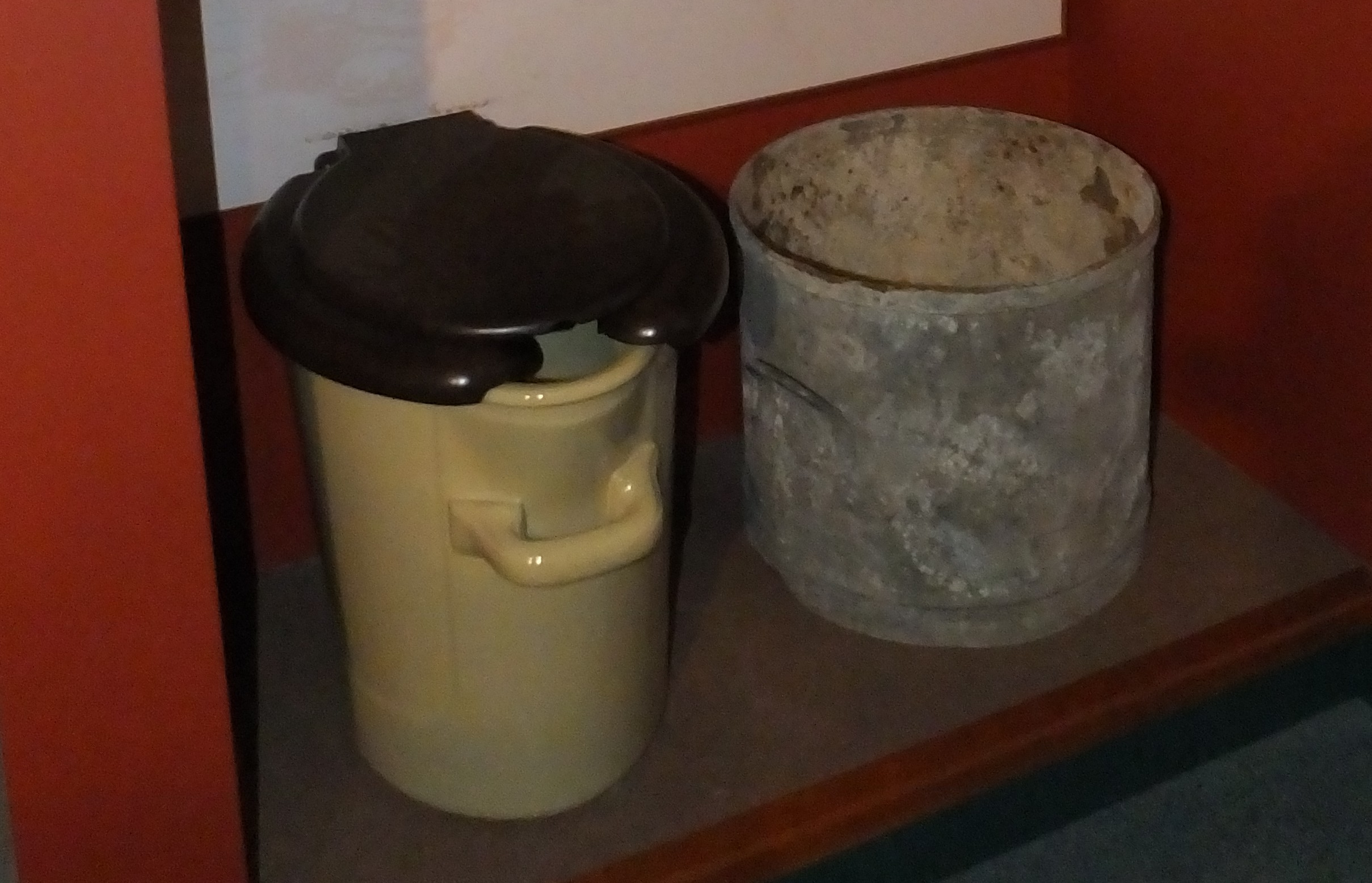
"أدوات صحية" منتجة صناعياً، موجودة الآن في متحف جلادستون للفخار

كان مصطلح مزارع الغونغ هو المصطلح المستخدم في تيودور إنجلترا للإشارة إلى الشخص الذي يعمل لإزالة الفضلات البشرية من الأحواض والحفر الامتصاصية. لم يُسمح لمزارعي غونغ بالعمل إلا في الليل وكان يجب نقل النفايات التي يجمعونها خارج حدود المدينة أو البلدة.
أدى التصنيع السريع في إنجلترا خلال القرن التاسع عشر إلى تمدين جماعي وازدحام وأوبئة. كان أحد الاستجابات هو تطوير «نظام Rochdale»، حيث رتب مجلس المدينة لجمع التربة الليلية من البيوت المرفقة بكل مسكن أو مجموعة من المساكن  (انظر خزانة الدلو). كان الرد اللاحق هو تمرير قانون الصحة العامة لعام 1875، مما أدى إلى إنشاء لوائح داخلية تتعلق بالإسكان، وتكليف مبنى خارجي واحد لكل منزل. كانت هذه «خزانات أرضية» (وليست خزانات مياه أي المراحيض) وتعتمد على «رجال تربة الليل» أو «قوافل الليل».
في العصور الوسطى في المملكة المتحدة، لم يكن من غير المألوف أن ينتشر البراز البشري في المزارع لاستخدامه كسماد.

### أستراليا
قبل استبدال أنظمة الصرف الصحي الشبكية، كان لدى المدن الكبرى في أستراليا نظام لجمع التربة الليلية، بشروطه الخاصة. تجمع «التربة الليلية» من " dunnys " (مستودعات المياه / خزانات المياه) في الجزء الخلفي من المساكن، وغالبًا ما يتم الوصول إليها عن طريق «الممرات الضيقة» (الممرات الضيقة) بواسطة "dunny man" (جامع التربة الليلية). توصل معظم مناطق المدينة الداخلية بالمجاري في أوائل القرن العشرين، ولكن لم تعالج حتى سبعينيات القرن الماضي جميع مناطق الضواحي. [انظر شيبارد ضد سميث [2021] NSWSC 1207 في الفقرتين 22 و 29]

## الأمثلة الحالية

### الهند
كان الأشخاص المسؤولون عن التخلص من التربة الليلية يعتبرون منبوذين في الهند. حظر ممارسة النبذ بموجب القانون منذ حصول الهند على استقلالها، لكن التقليد مستمر على نطاق واسع حيث يصعب تطبيق القانون. هذا «المسح اليدوي» أصبح الآن غير قانوني في جميع الولايات الهندية.
ذكرت وزارة الاتحاد للعدالة الاجتماعية والتمكين التابعة للحكومة الهندية في عام 2003 أن 676000 شخص كانوا يعملون في الجمع اليدوي للنفايات البشرية في الهند. قدرت المنظمات الاجتماعية أن ما يصل إلى 1.3 مليون هندي يجمعون مثل هذه النفايات. علاوة على ذلك، كان العمال في جمع النفايات البشرية محصورين في الزواج فيما بينهم، مما أدى إلى طبقة جمع النفايات، والتي تمرر مهنتها من جيل إلى جيل.
أدى استخدام أدوات جمع القمامة اليدوية وإنشاء قانون (حظر) المراحيض الجافة لعام 1993 إلى جعل النبش اليدوي غير قانوني.

### اليابان
لا يزال لدى اليابان الحديثة مناطق بها جمع مستمر للتربة الليلية والتخلص منها. الاسم الياباني لمرحاض «البيت الخارجي داخل المنزل»، حيث تجمع التربة الليلية للتخلص منها، هو كوميتوري بينجو (汲 み 取 り 便 所). يظل التخلص السليم من مياه الصرف الصحي أو إعادة تدويرها مجالًا بحثيًا مهمًا سياسيًا للغاية.

## أنظر أيضًا
- سماد المرحاض